# آندره سیلوا (بازیکن فوتبال، زاده ۱۹۹۵)
آندره میگل والنته دا سیلوا (پرتغالی: André Miguel Valente da Silva؛ زادهٔ ۶ نوامبر ۱۹۹۵) بازیکن فوتبال اهل پرتغال است که به صورت قرضی برای باشگاه رئال سوسیداد بازی می‌کند.
وی فوتبال را به شکل حرفه‌ای از باشگاه سالگیروش کشورش آغاز کرد و علی‌رغم پیشنهاد نیم میلیون یورویی از دراگوناس، در سال ۲۰۱۱ به تیم نوجوانان باشگاه پورتو پیوست. او که ابتدا یک هافبک میانی محسوب می‌شد و به دکوی جدید شهرت یافته بود، رفته رفته خود را در پورتو جا انداخت و عرض ۲ سال به تیم دوم این باشگاه توانست راه یابد. مربیان آندره خیلی سریع متوجه نبوغ او مقابل دروازه رقبا شدند و تصمیم گرفتند علی‌رغم خالی بودن جای او در مرکز زمین وی را در پست شماره ۹ بازی دهند.
همه چیز برای سیلوا عالی پیش رفت و وی که قبلاً در تیم‌های باشگاهی و زیر ۱۶، ۱۷ و ۱۸ ملی پرتغال در مرکز زمین انجام وظیفه می‌کرد، بعد از آن مبدل به یک قاتل درون محوطه جریمه شده بود. در ۳۷ بازی او موفق به زدن ۲۸ گل که شامل ۳ هتریک بود، شد و اثبات کرد وقت رسیدن به پیراهن تیم بزرگسالان باشگاهش، پورتو است. سیلوا در فصل اول حضورش در تیم اصلی پورتو توانست نشانه‌هایی از یک بازیکن آینده دار را با به ثمر رساندن ۳ گل در ۱۱ بازی به نمایش بگذارد. او که ۱۹ سال بیشتر نداشت یکی دو بار به لیست اولیه تیم ملی بزرگسالان پرتغال دعوت شد اما خیلی سریع نامش خط خورد و تمام امید وی برای حضور در یورو ۲۰۱۶ از بین رفت. او ناامید نبود و می‌دانست قطعاً دیر یا زود به لباس تیم ملی می‌رسد اتفاقی که در نهایت انجام شد.

## آمار ملی

### بازی‌های ملی
تا تاریخ ۲ دسامبر ۲۰۲۲
| پرتغال | پرتغال | پرتغال | پرتغال |
| سال    | بازی   | گل     | پاس گل |
| ------ | ------ | ------ | ------ |
| ۲۰۱۶   | ۵      | ۴      | ۱      |
| ۲۰۱۷   | ۱۳     | ۷      | ۳      |
| ۲۰۱۸   | ۱۳     | ۴      | ۰      |
| ۲۰۱۹   | ۳      | ۰      | ۰      |
| ۲۰۲۰   | ۳      | ۱      | ۰      |
| ۲۰۲۱   | ۱۲     | ۳      | ۰      |
| ۲۰۲۲   | ۴      | ۰      | ۰      |
| مجموع  | ۵۳     | ۱۹     | ۴      |

### گل‌های ملی
| شماره | تاریخ           | میزبان       | بازی ملی | حریف       | نتیجه | رقابت                    |
| ----- | --------------- | ------------ | -------- | ---------- | ----- | ------------------------ |
| ۱     | ۷ اکتبر ۲۰۱۶    | آویرو        | ۳        | آندورا     | ۶–۰   | مقدماتی جام جهانی ۲۰۱۸   |
| ۲     | ۱۰ اکتبر ۲۰۱۶   | توشهاون      | ۴        | جزایر فارو | ۶–۰   | مقدماتی جام جهانی ۲۰۱۸   |
| ۳     | ۱۰ اکتبر ۲۰۱۶   | توشهاون      | ۴        | جزایر فارو | ۶–۰   | مقدماتی جام جهانی ۲۰۱۸   |
| ۴     | ۱۰ اکتبر ۲۰۱۶   | توشهاون      | ۴        | جزایر فارو | ۶–۰   | مقدماتی جام جهانی ۲۰۱۸   |
| ۵     | ۲۵ مارس ۲۰۱۷    | لیسبون       | ۶        | مجارستان   | ۳–۰   | مقدماتی جام جهانی ۲۰۱۸   |
| ۶     | ۳ ژوئن ۲۰۱۷     | اشتوریل      | ۷        | قبرس       | ۴–۰   | دوستانه                  |
| ۷     | ۹ ژوئن ۲۰۱۷     | ریگا         | ۸        | لتونی      | ۳–۰   | مقدماتی جام جهانی ۲۰۱۸   |
| ۸     | ۲۴ ژوئن ۲۰۱۷    | سنت پترزبورگ | ۱۱       | نیوزیلند   | ۴–۰   | جام کنفدراسیون‌ها ۲۰۱۷    |
| ۹     | ۳ سپتامبر ۲۰۱۷  | بوداپست      | ۱۵       | مجارستان   | ۱–۰   | مقدماتی جام جهانی ۲۰۱۸   |
| ۱۰    | ۷ اکتبر ۲۰۱۷    | لاولا        | ۱۶       | آندورا     | ۲–۰   | مقدماتی جام جهانی ۲۰۱۸   |
| ۱۱    | ۱۰ اکتبر ۲۰۱۷   | لیسبون       | ۱۷       | سوئیس      | ۲–۰   | مقدماتی جام جهانی ۲۰۱۸   |
| ۱۲    | ۲۸ مه ۲۰۱۸      | براگا        | ۲۱       | تونس       | ۲–۲   | دوستانه                  |
| ۱۳    | ۱۰ سپتامبر ۲۰۱۸ | لیسبون       | ۲۸       | ایتالیا    | ۱–۰   | لیگ ملت‌های اروپا ۱۹–۲۰۱۸ |
| ۱۴    | ۱۱ اکتبر ۲۰۱۸   | خوژوف        | ۲۹       | لهستان     | ۳–۲   | لیگ ملت‌های اروپا ۱۹–۲۰۱۸ |
| ۱۵    | ۲۰ نوامبر ۲۰۱۸  | گیماریش      | ۳۱       | لهستان     | ۱–۱   | لیگ ملت‌های اروپا ۱۹–۲۰۱۸ |
| ۱۶    | ۵ سپتامبر ۲۰۲۰  | پورتو        | ۳۵       | کرواسی     | ۴–۱   | لیگ ملت‌های اروپا ۲۱–۲۰۲۰ |
| ۱۷    | ۴ سپتامبر ۲۰۲۱  | دبرتسن       | ۴۴       | قطر        | ۳–۱   | دوستانه                  |
| ۱۸    | ۷ سپتامبر ۲۰۲۱  | باکو         | ۴۵       | آذربایجان  | ۳–۰   | مقدماتی جام جهانی ۲۰۲۲   |
| ۱۹    | ۹ اکتبر ۲۰۲۱    | فارو         | ۴۶       | قطر        | ۳–۰   | دوستانه                  |